# Hoheria populnea

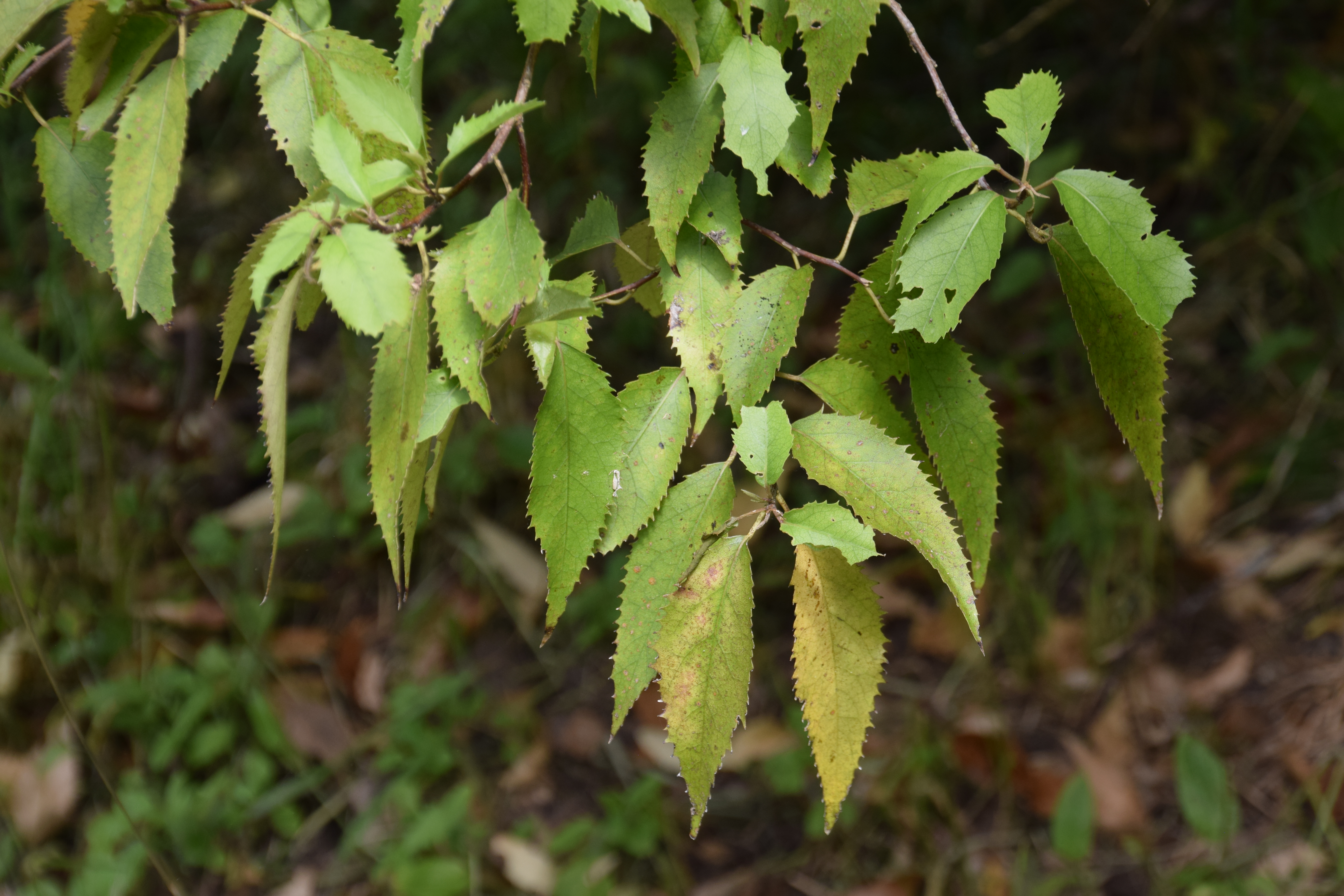
Blätter

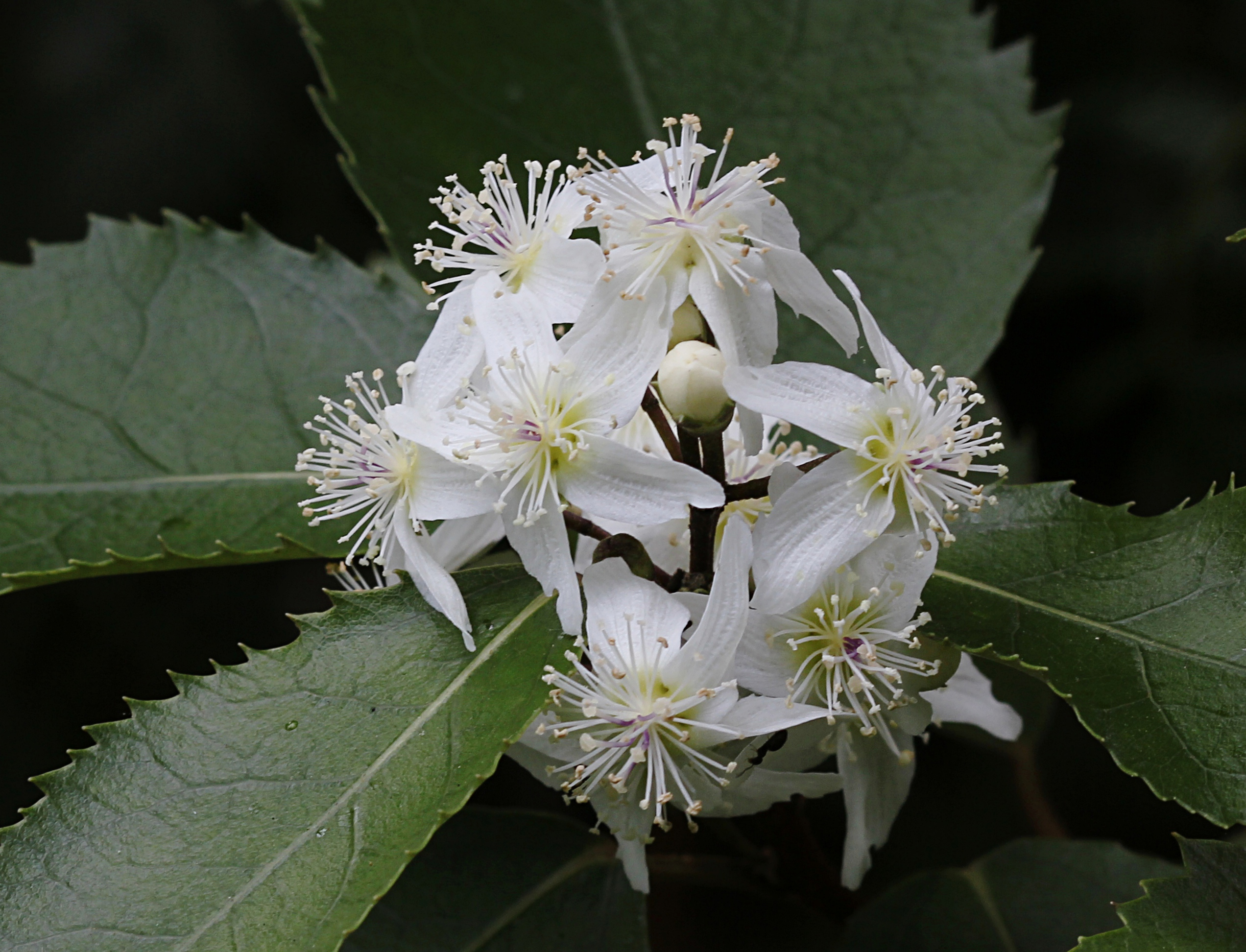
Blütenstand mit weißen Blüten

Hoheria populnea (Trivialname auf Englisch Lacebark, in Māori Houhere) ist eine Pflanzenart aus der Gattung Hoheria innerhalb der Familie der Malvengewächse (Malvaceae). Sie ist in Neuseeland beheimatet.

## Beschreibung
Hoheria populnea wächst als immergrüner, verzweigter Strauch oder kleiner Baum, der Wuchshöhen von bis über 10 Meter und einen Stammdurchmesser von bis über 30 cm erreichen kann. Anfangs erfolgt ein schnelles Wachstum. Die Rinde ist hellbraun. 
Die wechselständig an den Zweigen angeordneten Laubblätter sind kurz gestielt. Die einfache, dunkelgrüne, glänzende und ledrige, kahle, eiförmige bis elliptische, spitze bis zugespitzte Blattspreite ist bei einer Länge von 6 bis 14 cm schmal-eiförmig und grob spitziggezähnt, -gesägt. Eine besondere Jugendform existiert nicht. Es sind meist abfallende, fadenförmige Nebenblätter vorhanden.
An den Naturstandorten reicht die Blütezeit von Februar bis April, also im späten Sommer und Herbst. Fünf bis zehn Blüten stehen in achselständigen, zymösen Blütenständen zusammen oder sie erscheinen einzeln. Die duftenden, zwittrigen und gestielten Blüten sind bei einem Durchmesser von 2 bis 3 cm radiärsymmetrisch und fünfzählig mit doppelter Blütenhülle. Die fünf fein behaarten Kelchblätter sind glockenförmig verwachsen und enden in fünf zurückgelegten, dreieckigen Zipfeln. Die fünf freien, ausladenden Kronblätter sind weiß. Die Staubblätter im fünf Bündeln sind im unteren Teil in einer kurzen, behaarten Röhre verwachsen. Es sind fünf, seltener sechs Griffel des oberständigen, mehrkammerigen und rippigen Fruchtknotens vorhanden. Es ist ein Diskus vorhanden.
Je Blüte werden fünf oder selten sechs kleine, einsamige, breit-geflügelte, 5–6 mm lange Früchte am beständigen Kelch gebildet.
Die Chromosomenzahl beträgt 2n = 42.

## Vorkommen
Hoheria populnea ist in Neuseeland auf der Nordinsel nördlich des 38° südlicher Breite beheimatet. Sie gedeiht in lichten Wäldern des Tieflandes und offenem Land in Höhenlagen zwischen Meereshöhe und bis zu 460 Meter. Bevorzugt wächst sie auf guten Böden und toleriert arme Standorte.

## Taxonomie
Die Erstbeschreibung von Hoheria populnea erfolgte 1839 durch Allan Cunningham in Annals of Natural History, 3, S. 319. Bei manchen Autoren ist Hoheria sinclairii Hook.f. ein Synonym von Hoheria populnea A.Cunn.

## Nutzung
Aus der Rinde können Fasern gewonnen werden, sie dienten den Māori und frühen europäischen Siedlern zur Herstellung von Schnüren, Tragetaschen und Kopfbändern sowie Tapa oder zum Korb- oder Hutweben. Das nicht beständige Holz wird zur Möbelherstellung verwendet.